# 油茶离瓣寄生
油茶离瓣寄生（学名：Helixanthera sampsonii）为桑寄生科离瓣寄生属下的一个种。